# (728767) 2010 RF64
(728767) 2010 RF64 ist ein großes transneptunisches Objekt im Kuipergürtel, das bahndynamisch als erweitertes Scattered Disc Object (DO) oder Cubewano eingestuft wird. Aufgrund seiner Größe ist der Asteroid ein Zwergplanetenkandidat.

## Entdeckung
(728767) 2010 RF64 wurde am 9. September 2010 von einem Astronomenteam, bestehend aus Meg Schwamb, Dave Rabinowitz und Suzanne Tourtellotte, am La-Silla-Observatorium (Chile) der Europäischen Südsternwarte entdeckt. Die Entdeckung wurde am 3. Oktober 2010 zusammen mit 2010 RN45 bekanntgegeben.
Nach seiner Entdeckung ließ sich (728767) 2010 RF64 auf Fotos bis zum 20. August 2002, die im Rahmen des Near-Earth-Asteroid-Tracking-Programmes am Palomar-Observatorium gemacht wurden, zurückgehend identifizieren und so seinen Beobachtungszeitraum um acht Jahre verlängern, um so seine Umlaufbahn genauer zu berechnen. Im September 2017 lagen insgesamt 127 Beobachtungen über einen Zeitraum von 16 Jahren vor. Die bisher letzte Beobachtung wurde im Dezember 2017 am Pan-STARRS-Teleskop durchgeführt. (Stand 2. März 2019)

## Eigenschaften

### Umlaufbahn
(728767) 2010 RF64 umkreist die Sonne in 281,70 Jahren auf einer leicht elliptischen Umlaufbahn zwischen 35,47 AE und 50,47 AE Abstand zu deren Zentrum. Die Bahnexzentrizität beträgt 0,174, die Bahn ist 28,67° gegenüber der Ekliptik geneigt. Derzeit ist der Planetoid 36,56 AE von der Sonne entfernt. Das Perihel durchlief er das letzte Mal 1998, der nächste Periheldurchlauf dürfte also im Jahre 2280 erfolgen.
Marc Buie (DES) klassifiziert den Planetoiden als erweitertes SDO (ESDO bzw. DO), während vom Minor Planet Center keine spezifische Einstufung existiert; letzteres ordnet ihn als Nicht-SDO und allgemein als «Distant Object» ein. Das Johnston’s Archive führt ihn dagegen als Cubewano auf, wobei er zu den bahndynamisch «heißen» klassischen KBO gehören würde.

### Größe
Derzeit wird von einem Durchmesser von 457 km ausgegangen, basierend auf einem Rückstrahlvermögen von 6 % und einer absoluten Helligkeit von 5,4 m. Ausgehend von einem Durchmesser von 457 km ergibt sich eine Gesamtoberfläche von etwa 656.000 km². Die scheinbare Helligkeit von (728767) 2010 RF64 beträgt 21,29 m.
Da anzunehmen ist, dass sich (728767) 2010 RF64 aufgrund seiner Größe im hydrostatischen Gleichgewicht befindet und somit weitgehend rund sein muss, sollte er die Kriterien für eine Einstufung als Zwergplanet erfüllen. Mike Brown geht davon aus, dass es sich bei 2010 RF64 um möglicherweise einen Zwergplaneten handelt.
| Jahr                                         | Abmessungen km | Quelle   |
| -------------------------------------------- | -------------- | -------- |
| 2018                                         | 321,0          | Johnston |
| 2018                                         | 457,0          | Brown    |
| Die präziseste Bestimmung ist fett markiert. |                |          |